# Canton de Lorquin
Le canton de Lorquin est une ancienne division administrative française qui était située dans le département de la Moselle et la région Lorraine.

## Géographie
Ce canton est organisé autour de Lorquin dans l'arrondissement de Sarrebourg. Son altitude varie de 255 m (Héming) à 986 m (Abreschviller) pour une altitude moyenne de 322 m.
Le canton de Lorquin a rejoint le canton de Phalsbourg depuis 2014.

## Histoire
C'est un ancien canton du département de la Meurthe. Le traité de Francfort a amputé le canton des communes qui sont restées françaises entre 1870 et 1918. Elles forment aujourd'hui le canton de Cirey-sur-Vezouze en Meurthe-et-Moselle. La commune de Lorquin est annexée à l’Empire allemand de 1871 à 1918.

## Langue
D'après un recensement de 1962, le canton comptait 20 à 40 % de locuteurs du francique lorrain. Après cette date, les recensements de l'INSEE ont arrêté de poser la question de la langue maternelle au citoyen enquêté.

## Représentation

### Conseillers généraux de 1833 à 2015
| Période         | Période           | Identité                                           | Étiquette               | Qualité |
| --------------- | ----------------- | -------------------------------------------------- | ----------------------- | --- |
| 1833            | 1833 (démission)  | Jean Auguste Chevandier de Valdrôme                | Majorité ministérielle  | Manufacturier (verreries) à Saint-Quirin Député (1831-1837) Pair de France Propriétaire du château de Sainte-Catherine à Bertrambois Elu dans le Canton de Sarrebourg |
| 1833            | 1836              | Jean-Joseph Jeannequin                             |                         | Notaire à Lunéville |
| 1836            | 1845              | Charles Astolphe Baron de Klopstein (1804-1879)    |                         | Officier de carabiniers Garde du corps du roi Charles X Maire de Val-et-Châtillon                                                                                     |
| 1845            | 1871              | Jean-Pierre-Napoléon-Eugène Chevandier de Valdrôme | Majorité dynastique     | Administrateur de la Manufacture de Glaces de Cirey-sur-Vezouze Député (1859-1870)                                                                                    |
| 1871            | 1919              | Annexion allemande                                 |                         | |
| 1919            | 1925              | Louis Thiry                                        | URD                     | Ingénieur agronome Directeur de l'Ecole d'agriculture de Tomblaine |
| 1925            | 1935 (décès)      | Paul Oswald                                        | URD                     | Greffier au tribunal cantonal Maire de Lorquin |
| 1935            | 1940              | Maxime Demange                                     | Anticommuniste- URD-PSF | Maire d'Abreschviller |
| 1940            | 1944              | Annexion allemande                                 |                         | |
| 1945            | 1949              | Antoine Robein                                     | MRP                     | Négociant en bois à Sarrebourg |
| 1949            | 1952 (annulation) | Paul Lagrange                                      | RGR                     | Médecin à Lorquin |
| 26 octobre 1952 | 1973              | Julien Klein                                       | DVD>UDR                 | Maire de Lorquin |
| 1973            | 1985              | André Nopré                                        | DVD puis app. RPR       | Comptable Maire d'Abreschviller |
| 1985            | 2011              | Jean-Luc Chaigneau                                 | RPF puis UMP            | Cadre Maire de Nitting Président de la Communauté de communes des Deux Sarres                                                                                         |
| 2011            | 2015              | Emmanuel Riehl                                     | SE-UDI                  | Employé du secteur public Maire d'Abreschviller (depuis 2008) |

### Conseillers d'arrondissement (de 1833 à 1940)
Le canton de Lorquin avait deux conseillers d'arrondissement.
| Période                                  | Période | Identité                         | Étiquette | Qualité |
| ---------------------------------------- | ------- | -------------------------------- | --------- | --- |
| 1833                                     | 1836    | Jean Georges Germain (1772-1853) |           | Marchand de bois, aubergiste, maire d'Héming                                                                |
| 1833                                     | 1833    | Jean Joseph Jeannequin           |           | Propriétaire et notaire à Lorquin Également élu conseiller général                                          |
| 1833                                     | 1848    | Nicolas Jeannequin               |           | Propriétaire à Lorquin                                                                                      |
| 1836                                     | 1842    | M. Devôge                        |           | Huissier à Lorquin                                                                                          |
| 1842                                     | 1848    | M. Gérard                        |           | Notaire à Lorquin                                                                                           |
|                                          |         |                                  |           | |
| 1919                                     | 1940    | Félix Henry                      |           | Industriel, marchand de bois à Abreschviller, directeur de scierie à Vasperviller                           |
| 1922                                     | 1940    | Amédée Renaud                    |           | Cultivateur, maire de Landange                                                                              |
| 1940                                     |         |                                  |           | Les conseils d'arrondissement ont été suspendus par la loi du 12 octobre 1940 et n'ont jamais été réactivés |
| Les données manquantes sont à compléter. |         |                                  |           | |

## Composition
Le canton de Lorquin groupe 18 communes et compte 7 128 habitants 
| Communes                 | Population (2012) | Code postal | Code Insee |
| ------------------------ | ----------------- | ----------- | ---------- |
| Abreschviller            | 1 510             | 57560       | 57003      |
| Aspach                   | 43                | 57790       | 57034      |
| Fraquelfing              | 85                | 57790       | 57233      |
| Hattigny                 | 207               | 57790       | 57302      |
| Héming                   | 505               | 57830       | 57314      |
| Hermelange               | 260               | 57790       | 57318      |
| Lafrimbolle              | 209               | 57560       | 57374      |
| Landange                 | 239               | 57830       | 57377      |
| Laneuveville-lès-Lorquin | 101               | 57790       | 57380      |
| Lorquin                  | 1 310             | 57790       | 57414      |
| Métairies-Saint-Quirin   | 310               | 57560       | 57461      |
| Neufmoulins              | 41                | 57830       | 57500      |
| Niderhoff                | 294               | 57560       | 57504      |
| Nitting                  | 469               | 57790       | 57509      |
| Saint-Quirin             | 784               | 57560       | 57623      |
| Turquestein-Blancrupt    | 20                | 57560       | 57682      |
| Vasperviller             | 306               | 57560       | 57697      |
| Voyer                    | 435               | 57560       | 57734      |

## Démographie
| 1962  | 1968  | 1975  | 1982  | 1990  | 1999  | 2011  |
| ----- | ----- | ----- | ----- | ----- | ----- | ----- |
| 7 084 | 7 540 | 7 047 | 6 913 | 6 700 | 6 670 | 7 128 |